# Tuhala
Tuhala is een dorp (küla) in de gemeente Kose gelegen in de provincie Harjumaa in het noorden van Estland. De plaats heeft de status van dorp (Estisch: küla).
Men denkt dat er hier ongeveer 3000 jaar geleden reeds een nederzetting was. Het gebied is het grootste gebied van poreus karstgesteente in Estland. Het heeft verschillende ondergrondse rivieren en zinkgaten. De plaats is bekend vanwege de Heksenbron van Tuhala, een karstbron die bij hevige regen- en sneeuwval kan overlopen.
Cartograaf Ludwig August Mellin werd in 1754 geboren in Tuhala.

## Bevolking
De ontwikkeling van het aantal inwoners blijkt uit het volgende staatje:
| Jaar            | 2000 | 2011 | 2017 | 2019 | 2020 | 2021 |
| --------------- | ---- | ---- | ---- | ---- | ---- | ---- |
| Aantal inwoners | 73   | 105  | 123  | 128  | 129  | 137  |

## Foto's

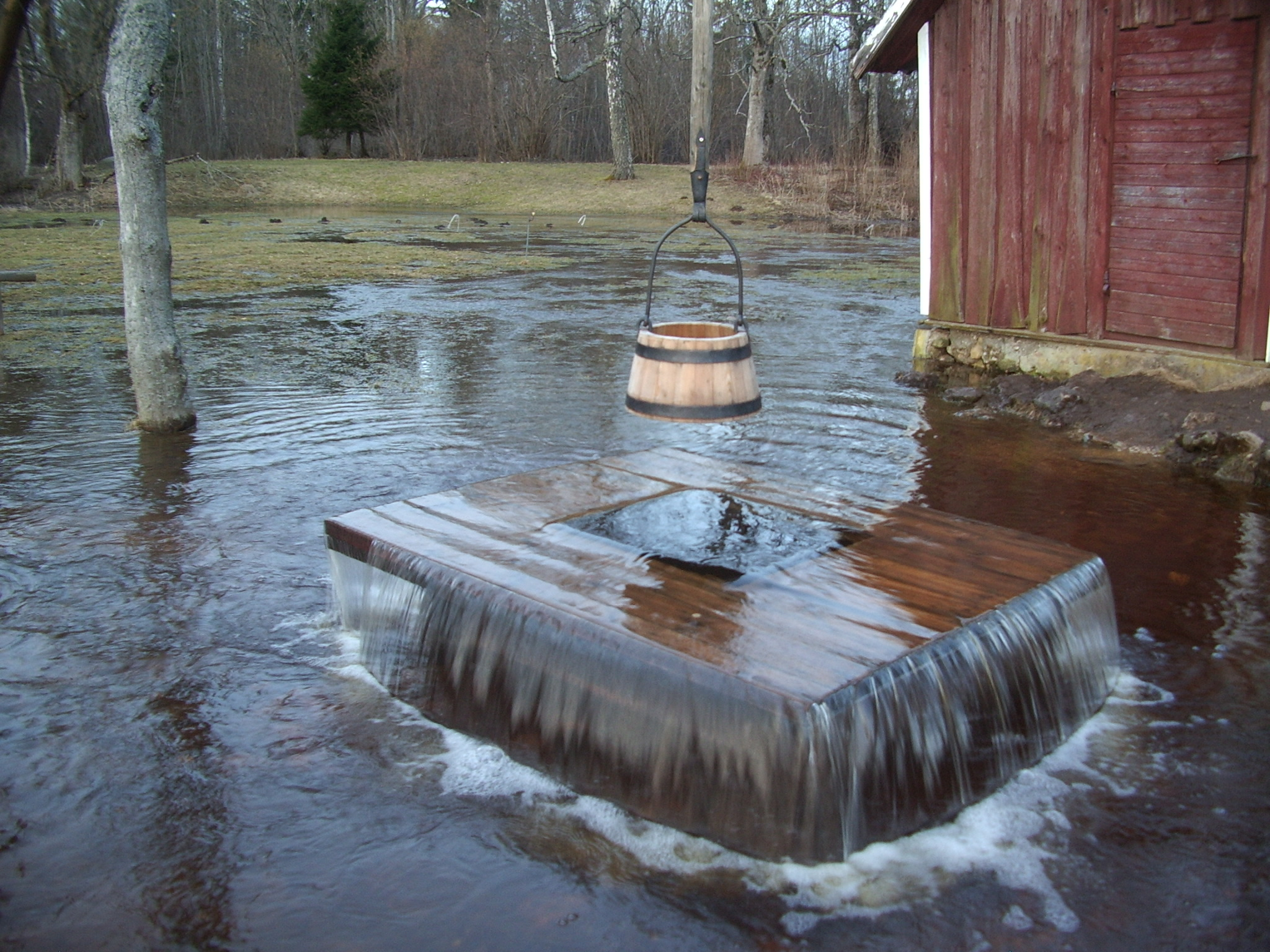
Heksenbron van Tuhala
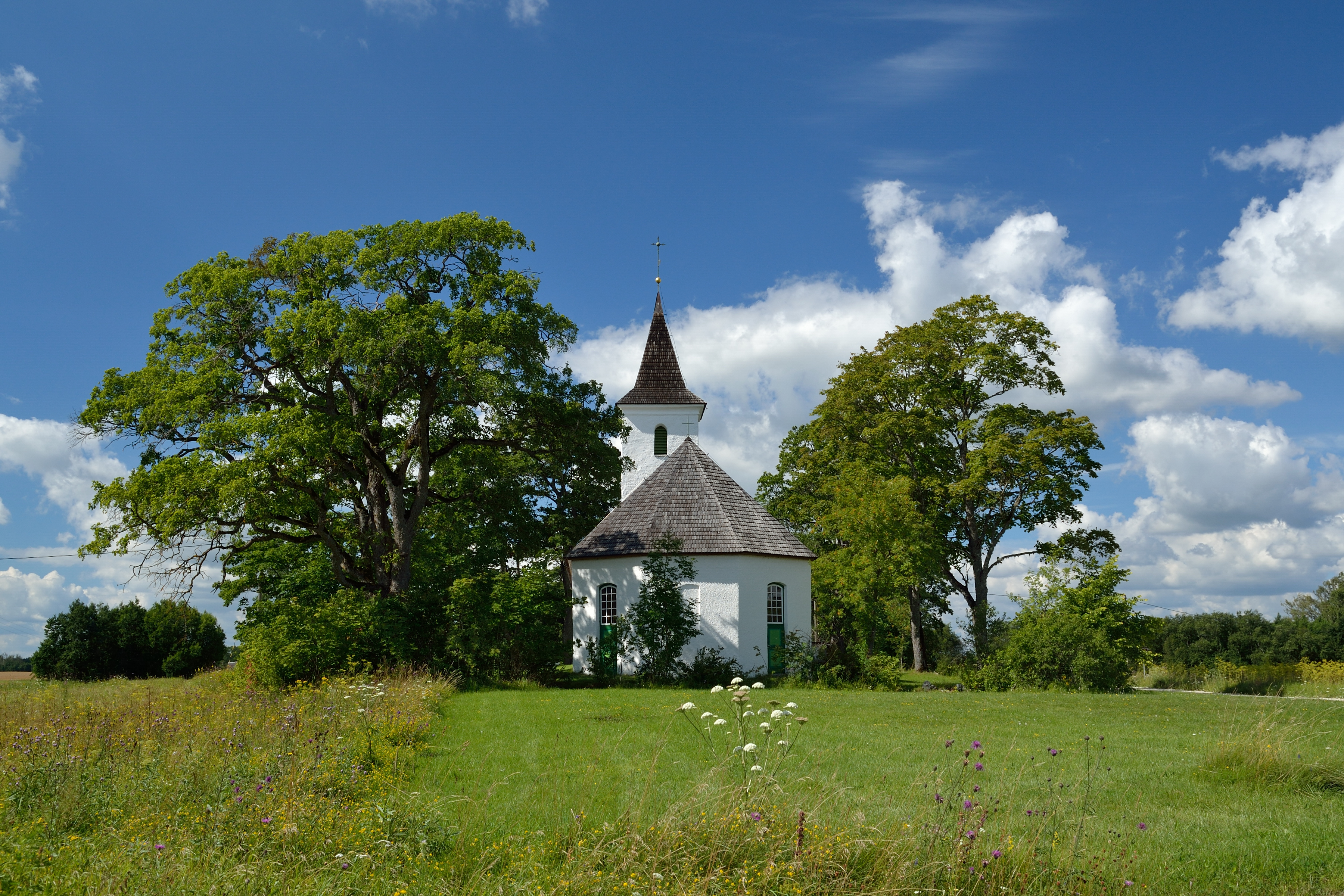
Kerk van Tuhala
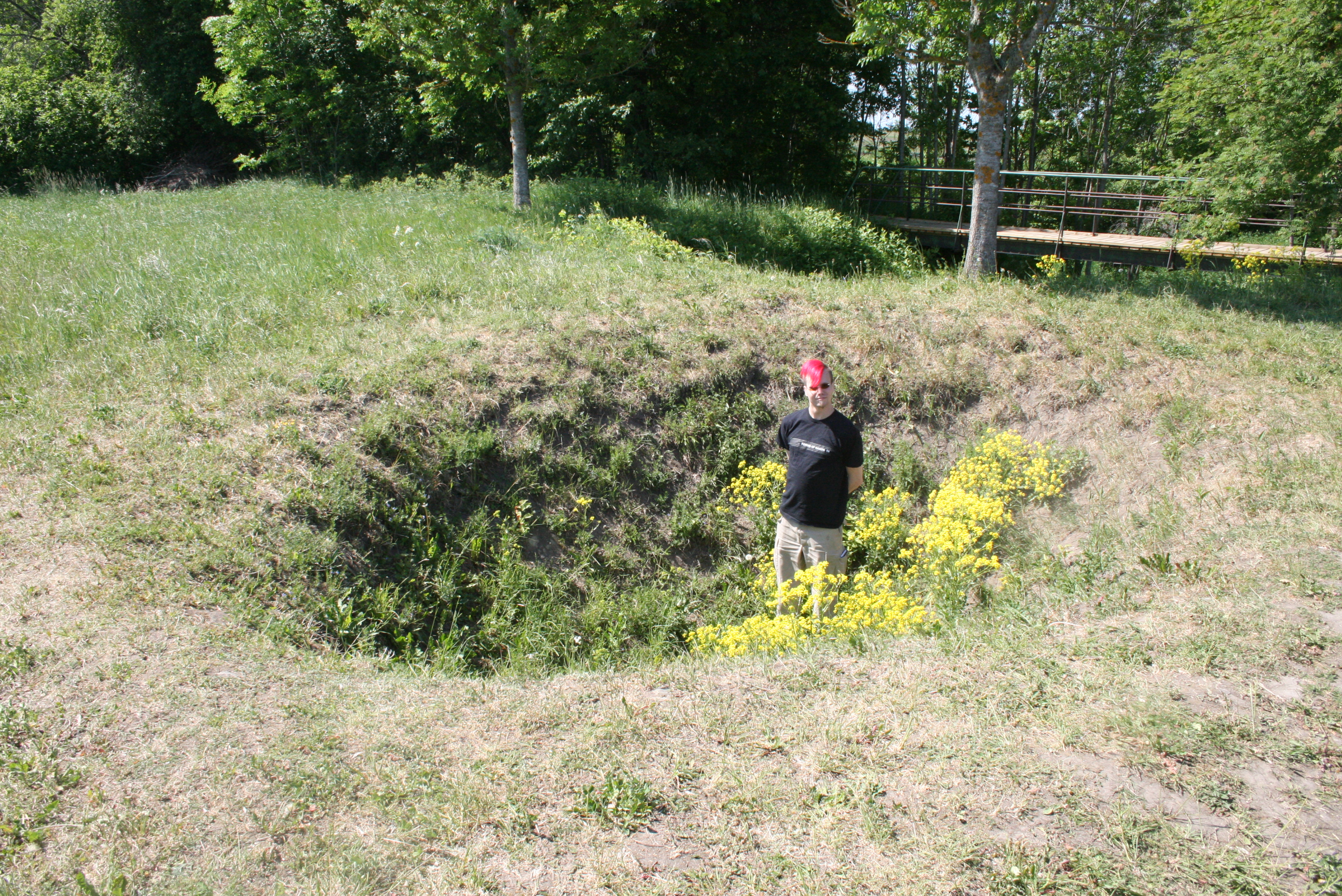
Zinkgat in Tuhala
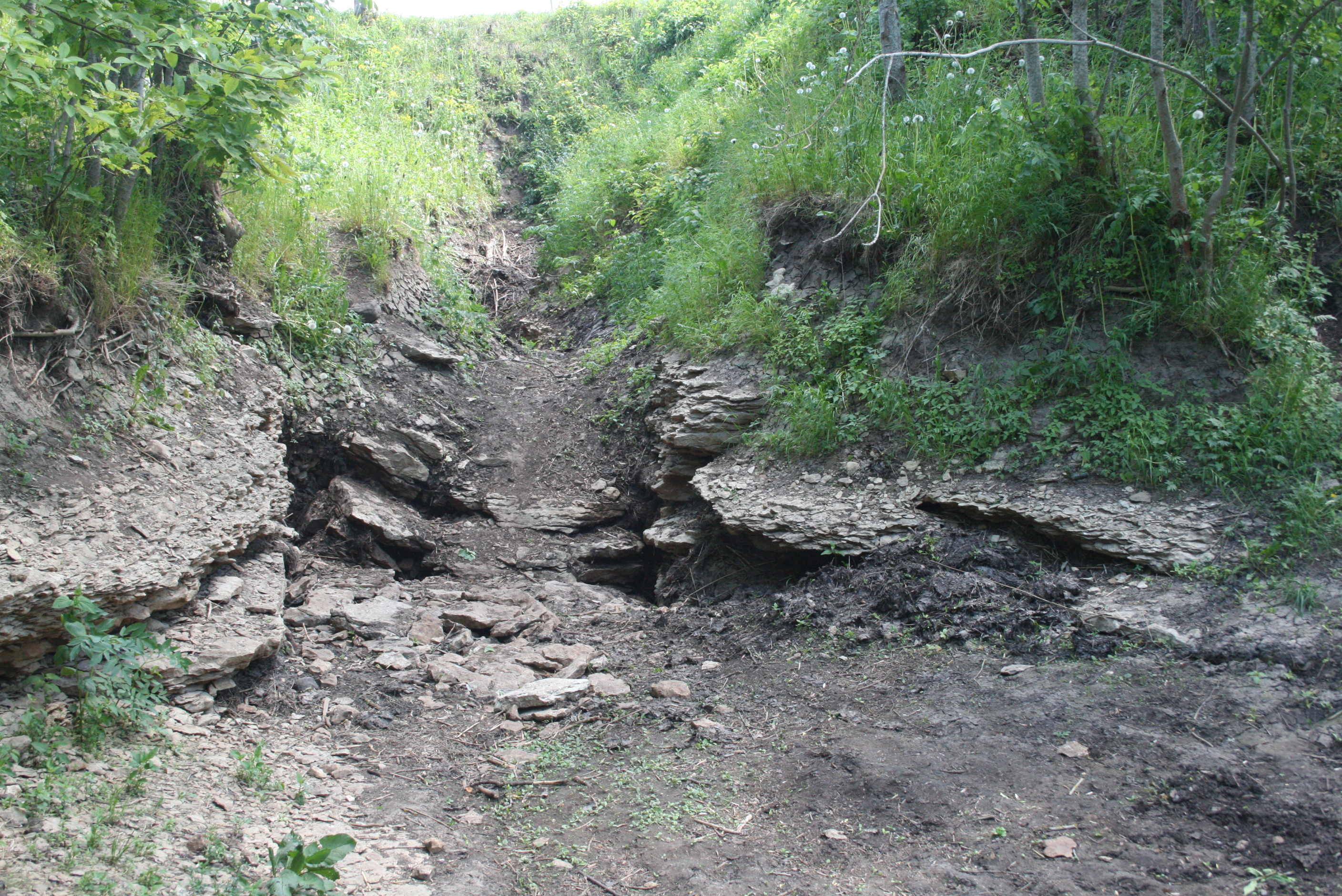
Ämmaauk ("Schoonmoeders gat")